# Gymnoscelis inexpressa
Gymnoscelis inexpressa là một loài bướm đêm trong họ Geometridae.